# Материальное производство

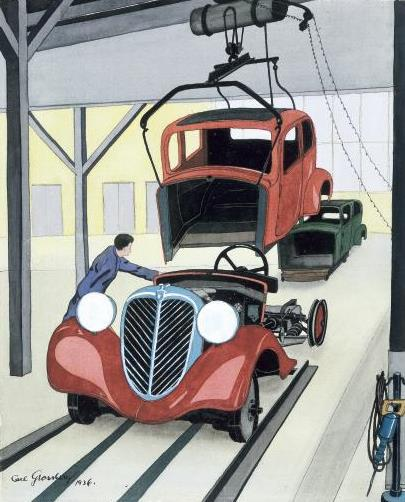
Сборочное производство автомобилей

Материальное производство — производство, напрямую связанное с созданием материальных благ, удовлетворяющих определённые потребности человека и общества. Материальному производству противопоставляется непроизводственная сфера, которая не имеет своей целью изготовление вещественных ценностей. Такое разделение, в основном, характерно для марксистской теории.
Материальное производство основывается на применении техники и технологий, а также на производственных отношениях между людьми. Можно сказать, что технико-технологическое развитие общества происходило и происходит за счёт количественного и качественного роста потребностей человека. Антропогенный фактор, однако, способствует тому, что материальное производство приводит к нарушению многих естественных процессов, к деградации огромных участков земной поверхности, к масштабным загрязнениям воздуха и воды. Поэтому объёмы и формы производственной деятельности необходимо контролировать.
Отделение отраслей материального производства от других видов деятельности осуществлялось (в социалистических странах) для определения объёма совокупного общественного продукта и национального дохода. Состав данных отраслей обычно включает промышленность, сельское хозяйство и лесное хозяйство, строительство, транспорт и связь, торговля и общественное питание, материально-техническое снабжение и сбыт, заготовки и др. (издательское дело, киностудии, предприятия звукозаписи, проектные организации, заготовка металлолома и утильсырья, заготовка дикорастущих растений, плодов, грибов, семян, трав и их первичная обработка, охотничье хозяйство). Кроме того, к материальному производству относится такая научная деятельность, результаты которой непосредственно воплощаются в материальных благах.